# Альфа Сітки
Альфа Сітки (α Reticuli, α Ret) — найяскравіша зоря південного приполярного сузір'я Сітки з видимою зоряною величиною +3,3. Вона розташована на відстані 162 світлових роки від Землі. Хоча зоря доступна для спостережень неозброєним оком, однак через низьке схилення її видно лише на широтах, нижчих тропіку Рака (наприклад, з території України її побачити не можна), а найкраще спостерігати з південної півкулі Землі.
Маса зорі оцінюється більше трьох мас Сонця, вік — близько 330 мільйонів років. Спектр α Сітки має зоряну класифікацію G8 II—III, де клас світності II—III означає, що зоря демонструє деякі риси і гіганта, і яскравого гіганта. На цьому еволюційному етапі атмосфера зорі розширилася майже до тринадцяти радіусів Сонця, а зовнішня оболонка має ефективну температуру 5196 Кельвінів. Від зорі було зафіксоване рентгенівське випромінювання з оцінюваною світністю 3× 1029 ерг/сек.
α Сітки має візуального супутника — зорю CCDM J04144-6228B 12-ї зоряної величини, на кутовій відстані 48 кутових секунд у напрямку на 355°. Оскільки обидві зорі мають однаковий власний рух, можливо, що α Сітки є не окремою зорею, а основним компонентом подвійної системи з орбітальним періодом не менше 60 000 років.

## Назва
В українській мові зоря не має власної назви.
Назва китайською 夾白 (Jiá Bái) означає «Зшиті білі латки»; ця назва є наслідком адаптації до китайської системи назв європейських сузір'їв південної півкулі, і стосується астеризму, що складається з α Сітки та θ Золотої Риби. Відповідно, саму α Сітки називають 夾白二 (Jiá Bái èr, буквально: «Друга зоря Зшитих білих латок»).